# Каслфин
Каслфин (англ. Castlefin; ирл. Caisleán na Finne, Кашлян-на-Финне) — деревня в Ирландии, находится в графстве Донегол (провинция Ольстер).

## Демография
Население — 810 человек (по переписи 2006 года). В 2002 году население было 783 человек.
Данные переписи 2006 года:
| Общие демографические показатели |               |                               |                               |      |      |
| Всё население                    | Всё население | Изменения населения 2002—2006 | Изменения населения 2002—2006 | 2006 | 2006 |
| 2002                             | 2006          | чел.                          | %                             | муж. | жен. |
| 783                              | 810           | 27                            | 3,4                           | 404  | 406  |